# Galapagosalbatros
Galapagosalbatros (latin: Phoebastria irrorata) er en stormfugl, der lever på Galápagosøerne.